# Municipio de La Plata
El municipio de La Plata (en inglés: La Plata Township) es un municipio ubicado en el condado de Macon en el estado estadounidense de Misuri. En el año 2010 tenía una población de 1596 habitantes y una densidad poblacional de 18,48 personas por km².

## Geografía
El municipio de La Plata se encuentra ubicado en las coordenadas 39°59′28″N 92°27′16″O / 39.99111, -92.45444. Según la Oficina del Censo de los Estados Unidos, el municipio tiene una superficie total de 86.37 km², de la cual 85,99 km² corresponden a tierra firme y (0,44 %) 0,38 km² es agua.

## Demografía
Según el censo de 2010, había 1596 personas residiendo en el municipio de La Plata. La densidad de población era de 18,48 hab./km². De los 1596 habitantes, el municipio de La Plata estaba compuesto por el 96,87 % blancos, el 0,19 % eran afroamericanos, el 0,13 % eran asiáticos, el 0,44 % eran isleños del Pacífico, el 0,81 % eran de otras razas y el 1,57 % eran de una mezcla de razas. Del total de la población el 1,13 % eran hispanos o latinos de cualquier raza.